# Джангельдинський район
Джангельди́нський район (каз. Жангелдин ауданы, рос. Джангельдинский район) — адміністративна одиниця у складі Костанайської області Казахстану. Адміністративний центр — село Торгай.

## Населення
Населення — 11077 осіб (2021; 15690 у 2009, 20533 у 1999, 28596 у 1989).
Національний склад (станом на 2010 рік):
- казахи — 15696 осіб (98,97%)
- росіяни — 57 осіб
- татари — 41 особа
- азербайджанці — 12 осіб
- чеченці — 12 осіб
- німці — 8 осіб
- поляки — 5 осіб
- українці — 4 особи
- вірмени — 4 особи
- башкири — 4 особи
- білоруси — 4 особи
- інгуші — 1 особа
- молдовани — 1 особа
- мордва — 1 особа
- інші — 36 осіб

## Історія
Район був утворений у січні 1928 року як Тургайський. 2 листопада 1956 року перейменований в Джангільдинський, пізніше отримав сучасну назву.

## Склад
До складу району входять 5 сільських адміністрацій та 7 сільських округів:
| Поселення                                  | Площа, км² | Населення, осіб (1989) | Населення, осіб (1999) | Населення, осіб (2009) | Населення, осіб (2021) | Центр               | К-ть нп |
| ------------------------------------------ | ---------- | ---------------------- | ---------------------- | ---------------------- | ---------------------- | ------------------- | ------- |
| Аккольська сільська адміністрація          | 4434,41    | 1080                   | 786                    | 608                    | 461                    | Акколь              | 1       |
| Аралбайська сільська адміністрація         | 2391,93    | 1274                   | 716                    | 658                    | 402                    | Аралбай             | 1       |
| Ахмета Байтурсинули сільська адміністрація | 3044,97    | 1171                   | 1026                   | 871                    | 487                    | Ахмета Байтурсинули | 1       |
| Сужарганська сільська адміністрація        | 2629,96    | 1223                   | 764                    | 509                    | 404                    | Сужарган            | 1       |
| Шегенська сільська адміністрація           | 2225,03    | 1509                   | 1096                   | 765                    | 436                    | Шеген               | 1       |
| Акшиганацький сільський округ              | 2712,17    | 2067                   | 1826                   | 1550                   | 906                    | Акшиганак           | 2       |
| Албарбогетський сільський округ            | 3211,78    | 2764                   | 1062                   | 750                    | 683                    | Кокалат             | 2       |
| Жаркольський сільський округ               | 2993,47    | 2335                   | 1910                   | 1732                   | 1082                   | Тауиш               | 4       |
| Каламкарасуський сільський округ           | 1457,87    | 1007                   | 836                    | 636                    | 427                    | Каламкарасу         | 2       |
| Кизбельський сільський округ               | 4185,65    | 3885                   | 2535                   | 990                    | 764                    | Сага                | 4       |
| Торгайський сільський округ                | 219,38     | 7675                   | 6462                   | 5767                   | 4602                   | Торгай              | 1       |
| Шилинський сільський округ                 | 3493,03    | 2606                   | 1515                   | 854                    | 423                    | Шилі                | 2       |

- 12 грудня 2007 року Жангельдинський сільський округ перетворено в Аралбайську сільську адміністрацію, Сужарганський сільський округ перетворено в Сужарганську сільську адміністрацію[5].
- 4 червня 2008 року Сагинський сільський округ перейменовано в Кизбельський сільський округ[6].
- 5 квітня 2013 року ліквідована Бідайицька сільська адміністрація, територію віднесено до складу Кизбельського сільського округу[7].
- 22 листопада 2017 року Амангельдинський сільський округ перетворено в Шегенську сільську адміністрацію[8].
- 12 березня 2018 року Карасуська сільська адміністрація перейменована в сільську адміністрацію Ахмета Байтурсинули[9].
- 31 жовтня 2019 року були ліквідовані Мілісайська сільська адміністрація та Шилинська сільська адміністрації, території увійшли до складу новоствореного Шилінського сільського округу[10].

## Найбільші населені пункти
Населені пункти з чисельністю населення понад 1000 осіб:
| № | Населений пункт | Населення, осіб (1989) | Населення, осіб (1999) | Населення, осіб (2009) | Населення, осіб (2021) |
| - | --------------- | ---------------------- | ---------------------- | ---------------------- | ---------------------- |
| 1 | Торгай          | 7675                   | 6462                   | 5767                   | 4602                   |